# ادلینا، بخش اوپال لابلسکی
ادلینا، بخش اوپال لابلسکی (به لاتین: Adelina, Opole Lubelskie County) در لهستان است که در Gmina Chodel واقع شده‌است.